# Sylvester Williams (giocatore di football americano)
Sylvester Williams (Jefferson City, 21 novembre 1988) è un giocatore di football americano statunitense che gioca nel ruolo di defensive tackle per i Tennessee Titans della National Football League (NFL). Fu scelto nel corso del primo giro (28º assoluto) del Draft NFL 2013 dai Denver Broncos. Al college giocò a football all’Università della Carolina del Nord a Chapel Hill.

## Carriera professionistica

### Denver Broncos
Considerato uno dei migliori defensive tackle selezionabili nel Draft NFL 2013, Williams fu scelto come 28º assoluto dai Denver Broncos. Il 25 luglio firmò un contratto quadriennale con la franchigia. Debuttò come professionista nella prima gara della stagione vinta contro i Baltimore Ravens mettendo a segno un tackle. La sua prima stagione regolare terminò con 19 tackle e 2 sack in 13 presenze, 4 delle quali come titolare. Partì come titolare nel Super Bowl XLVIII contro i Seattle Seahawks ma i Broncos furono battuti in maniera netta per 43-8. Tornò a disputare come titolare la finalissima due anni dopo, dove mise a segno due tackle nella vittoria per 24-10 sui Carolina Panthers nel Super Bowl 50.

### Tennessee Titans
Il 10 marzo 2017, Williams firmò un contratto triennale con i Tennessee Titans.

## Palmarès

### Franchigia
- Super Bowl : 1

Denver Broncos: 50
- American Football Conference Championship: 2

Denver Broncos: 2013, 2015

## Statistiche
| Partite totali      | 13  |
| Partite da titolare | 4   |
| Tackle              | 19  |
| Sack                | 2,0 |
| Intercetti          | 0   |
| Fumble forzati      | 0   |

Statistiche aggiornate alla stagione 2013